# روبرتو ونتوراتو
روبرتو ونتوراتو (انگلیسی: Roberto Venturato؛ زادهٔ ۱۴ آوریل ۱۹۶۳) بازیکن فوتبال اهل ایتالیا است.
از باشگاه‌هایی که در آن بازی کرده‌است می‌توان به باشگاه فوتبال ونتزیا اشاره کرد.